# Handball-Bundesliga (vrouwen) 2018/19
Het Handball-Bundesliga seizoen 2018/19 (vrouwen) is het 34e seizoen van de Handball-Bundesliga, de hoogste Duitse handbalcompetitie bij de vrouwen. Er namen veertien teams deel aan de competitie. Het seizoen begon op 8 september 2018 en eindigde op 18 mei 2019.

## Competitieopzet
In de Bundesliga komen 14 teams uit die in 26 rondes uit- en thuiswedstrijden spelen. 
- Een gewonnen wedstrijd levert 2 punten op, een gelijkspel levert 1 punt op en een verloren wedstrijd levert 0 punten op.
- De ranglijst bepaalt de eindrangschikking. Er worden geen play-offs gespeeld om het kampioenschap.
- De winnaar van de Bundesliga is Duits kampioen.
- De nummer 13 en 14 van de ranglijst degraderen naar de 2. Bundesliga.
- Bij een gelijk aantal punten is het doelsaldo beslissend. Indien het doelsaldo gelijk is wordt er gekeken naar het onderlinge resultaat.
- De kampioen kwalificeert zich voor de EHF Champions League.
- De Duitse bekerwinnaar, evenals het tweede en derde geklasseerde team kwalificeren zich voor de EHF Cup. Indien de EHF een extra team toelaat tot de EHF Cup, wordt dit ticket vergeven aan het volgende best geklasseerde team van de ranglijst.
- Indien de bekerwinnaar teven Duits kampioen is geworden, kwalificeert de verliezend bekerfinalist zich voor de EHF Cup.
- De wedstrijden op doordeweekse dagen moeten aanvangen tussen 18:00 uur en 20:00 uur, op zaterdagen tussen 15:00 uur en 20:00 en op zondagen tussen 14:00 uur en 16:30 uur. In samenspraak met de tegenstander mag hiervan worden afgeweken.

## Teams
| Ploeg                    | Plaats                 | Deelstaat           | Trainer             | Hal                              | Capaciteit  |
| ------------------------ | ---------------------- | ------------------- | ------------------- | -------------------------------- | ----------- |
| Buxtehuder SV            | Buxtehude              | Nedersaksen         | Dirk Leun           | Schulzentrum Nord                | 1.800       |
| BVB Dortmund Handball    | Dortmund               | Noordrijn-Westfalen | Norman Rentsch      | Sporthalle Wellinghofen          | 2.500       |
| FRISCH AUF Göppingen     | Göppingen              | Baden-Württemberg   | Aleksandar Knežević | EWS-Arena                        | 5.600       |
| HSG Bad Wildungen Vipers | Bad Wildungen          | Hessen              | Tessa Bremmer       | Ense-Halle                       | 800         |
| HSG Bensheim/Auerbach    | Bensheim               | Hessen              | Heike Ahlgrimm      | Weststadthalle                   | 1.990       |
| HSG Blomberg-Lippe       | Blomberg               | Noordrijn-Westfalen | Steffen Birkner     | Schulzentrum Blomberg            | 900         |
| Neckarsulmer Sport-Union | Neckarsulm             | Baden-Württemberg   | Pascal Morgant      | Ballei Neckarsulm                | 1.300       |
| SG BBM Bietigheim        | Bietigheim-Bissingen   | Baden-Württemberg   | Martin Albertsen    | MHPArena/Halle am Viadukt        | 3.715/1.300 |
| SV Union Halle-Neustadt  | Halle (Saale)          | Saksen-Anhalt       | Tatjana Logwin      | ERDGAS Sportarena Halle-Neustadt | 1.200       |
| Thüringer HC             | Erfurt/Bad Langensalza | Thüringen           | Herbert Müller      | Salza-Halle                      | 1.100       |
| TSV Bayer 04 Leverkusen  | Leverkusen             | Noordrijn-Westfalen | Robert Nijdam       | Ostermann-Arena                  | 3.500       |
| TuS Metzingen            | Metzingen              | Baden-Württemberg   | Andre Fuhr          | Ösch-Sporthalle                  | 600         |
| TV Nellingen             | Nellingen              | Baden-Württemberg   | Ralf Rascher        | Sporthalle 1                     | 1.100       |
| VfL Oldenburg            | Oldenburg              | Nedersaksen         | Andreas Lampe       | EWE Arena/Schulzentrum Eversten  | 2.300/1.300 |

## Ranglijst

### Eindstand
| Pos | Team                     | Wed | W  | G | V  | DV  | DT  | DS   | Ptn |
| --- | ------------------------ | --- | -- | - | -- | --- | --- | ---- | --- |
| 1   | SG BBM Bietigheim        | 26  | 25 | 0 | 1  | 834 | 601 | +233 | 50  |
| 2   | Thüringer HC             | 26  | 25 | 0 | 1  | 812 | 608 | +204 | 50  |
| 3   | TuS Metzingen            | 26  | 20 | 0 | 6  | 811 | 627 | +184 | 40  |
| 4   | Buxtehuder SV            | 26  | 16 | 1 | 9  | 721 | 698 | +23  | 33  |
| 5   | TSV Bayer 04 Leverkusen  | 26  | 12 | 4 | 10 | 662 | 645 | +17  | 28  |
| 6   | HSG Blomberg-Lippe       | 26  | 13 | 2 | 11 | 689 | 681 | +8   | 28  |
| 7   | BVB Dortmund Handball    | 26  | 11 | 5 | 10 | 681 | 670 | +11  | 27  |
| 8   | FRISCH AUF Göppingen     | 26  | 10 | 2 | 14 | 668 | 708 | −40  | 22  |
| 9   | HSG Bensheim/Auerbach    | 26  | 9  | 2 | 15 | 666 | 714 | −48  | 20  |
| 10  | VfL Oldenburg            | 26  | 9  | 2 | 15 | 732 | 812 | −80  | 20  |
| 11  | HSG Bad Wildungen Vipers | 26  | 9  | 0 | 17 | 674 | 751 | −77  | 18  |
| 12  | Neckarsulmer Sport-Union | 26  | 6  | 1 | 19 | 652 | 763 | −111 | 13  |
| 13  | SV Union Halle-Neustadt  | 26  | 3  | 2 | 21 | 643 | 809 | −166 | 8   |
| 14  | TV Nellingen             | 26  | 3  | 1 | 22 | 676 | 834 | −158 | 7   |

- TV Nellingen trok na het seizoen 2018/19 haar team terug.[1]

### Legenda
| Kleur | Kwalificatie voor                                   |
| ----- | --------------------------------------------------- |
|       | Groepsfase EHF Champions League                     |
|       | Winnaar DHB-Pokal, tweede kwalificatieronde EHF Cup |
|       | Tweede kwalificatieronde EHF Cup                    |
|       | Eerste kwalificatieronde EHF Cup                    |
|       | Degradatie naar de 2. Bundesliga                    |

## Uitslagen
| Thuis ╲ Uit              | BBM   | THC   | MET   | BSV   | LEV   | BLO   | BVB   | FAG   | BEN   | OLD   | BWV   | NSU   | HAL   | TVN   |
| ------------------------ | ----- | ----- | ----- | ----- | ----- | ----- | ----- | ----- | ----- | ----- | ----- | ----- | ----- | ----- |
| SG BBM Bietigheim        |       | 27:24 | 30:21 | 40:22 | 30:23 | 31:24 | 38:30 | 34:18 | 26:21 | 42:28 | 33:20 | 33:25 | 36:19 | 37:27 |
| Thüringer HC             | 24:23 |       | 28:26 | 37:21 | 29:26 | 30:26 | 24:23 | 26:23 | 28:21 | 36:23 | 36:19 | 35:21 | 32:16 | 40:24 |
| TuS Metzingen            | 25:29 | 26:36 |       | 33:18 | 30:23 | 36:23 | 33:18 | 32:25 | 33:20 | 43:29 | 33:28 | 36:26 | 32:21 | 46:19 |
| Buxtehuder SV            | 24:30 | 27:33 | 22:25 |       | 29:24 | 29:28 | 21:20 | 34:22 | 31:25 | 20:27 | 35:19 | 25:21 | 29:29 | 35:22 |
| TSV Bayer 04 Leverkusen  | 25:32 | 17:24 | 26:22 | 24:25 |       | 24:24 | 23:21 | 26:26 | 30:23 | 35:19 | 20:22 | 27:20 | 25:32 | 28:22 |
| HSG Blomberg-Lippe       | 30:32 | 28:29 | 25:21 | 31:32 | 19:19 |       | 24:21 | 19:18 | 32:24 | 33:30 | 28:25 | 33:20 | 27:26 | 30:25 |
| BVB Dortmund Handball    | 23:29 | 23:26 | 27:28 | 28:23 | 27:27 | 29:21 |       | 26:26 | 21:21 | 28:28 | 22:20 | 24:18 | 25:20 | 37:23 |
| FRISCH AUF Göppingen     | 27:33 | 22:32 | 21:31 | 28:34 | 19:27 | 20:24 | 26:30 |       | 25:26 | 29:25 | 30:31 | 28:21 | 26:18 | 34:27 |
| HSG Bensheim/Auerbach    | 17:24 | 22:34 | 21:34 | 21:25 | 30:20 | 25:30 | 27:28 | 28:29 |       | 29:29 | 35:30 | 32:23 | 31:18 | 32:26 |
| VfL Oldenburg            | 22:43 | 25:36 | 19:38 | 31:29 | 24:27 | 35:28 | 32:24 | 26:27 | 36:27 |       | 22:28 | 26:28 | 35:26 | 30:24 |
| HSG Bad Wildungen Vipers | 18:23 | 28:31 | 20:33 | 24:35 | 23:27 | 26:23 | 31:37 | 21:24 | 26:19 | 35:33 |       | 28:27 | 22:27 | 33:32 |
| Neckarsulmer Sport-Union | 16:28 | 19:34 | 24:30 | 26:29 | 24:27 | 30:26 | 27:33 | 26:33 | 25:31 | 38:27 | 28:27 |       | 33:25 | 22:25 |
| SV Union Halle-Neustadt  | 24:37 | 30:35 | 27:32 | 26:32 | 24:32 | 19:27 | 31:31 | 22:30 | 26:29 | 29:39 | 26:39 | 26:29 |       | 33:30 |
| TV Nellingen             | 24:34 | 22:33 | 22:32 | 24:35 | 25:30 | 25:26 | 23:25 | 29:32 | 25:29 | 30:32 | 32:31 | 35:35 | 34:23 |       |

## Statistieken

### Topscorers
| Rang | Naam                   | Team                     | Goals | Veld | 7m          | Goals/wedstrijd |
| ---- | ---------------------- | ------------------------ | ----- | ---- | ----------- | --------------- |
| 1    | Iveta Luzumová         | Thüringer HC             | 184   | 112  | 72/83 (87%) | 8,8             |
| 2    | Julia Maidhof          | HSG Bensheim/Auerbach    | 161   | 98   | 63/81 (78%) | 6,7             |
| 3    | Nele Reimer            | Neckarsulmer Sport-Union | 160   | 110  | 50/71 (70%) | 6,2             |
| 4    | Emily Bölk             | Thüringer HC             | 151   | 134  | 17/23 (74%) | 5,8             |
| 5    | Mariana Ferreira Lopes | SV Union Halle-Neustadt  | 143   | 136  | 7/10 (70%)  | 5,5             |
| 6    | Anouk Nieuwenweg       | HSG Bad Wildungen Vipers | 141   | 94   | 47/64 (73%) | 5,4             |
| 7    | Michaela Hrbková       | FRISCH AUF Göppingen     | 138   | 82   | 56/68 (82%) | 6,3             |
| 8    | Angie Geschke          | VfL Oldenburg            | 138   | 72   | 66/82 (80%) | 5,5             |
| 9    | Myrthe Schoenaker      | VfL Oldenburg            | 136   | 99   | 37/48 (77%) | 5,2             |
| 10   | Lena Sophia Degenhardt | TV Nellingen             | 130   | 108  | 22/32 (69%) | 5,0             |
| 11   | Monika Kobylinska      | TuS Metzingen            | 126   | 106  | 20/26 (77%) | 4,8             |
| 12   | Sabine Heusdens        | HSG Bad Wildungen Vipers | 126   | 95   | 31/45 (69%) | 4,8             |
| 13   | Jennifer Rode          | TSV Bayer 04 Leverkusen  | 121   | 105  | 16/28 (57%) | 4,7             |
| 14   | Lisa Prior             | Buxtehuder SV            | 119   | 55   | 64/83 (77%) | 4,6             |
| 15   | Anna Loerper           | SG BBM Bietigheim        | 116   | 49   | 67/82 (82%) | 4,5             |

### Toeschouwers
| Rang | Team                     | Totaal  | Gemiddeld | Thuisw. |
| ---- | ------------------------ | ------- | --------- | ------- |
| 1    | SG BBM Bietigheim        | 17.464  | 1.343     | 13      |
| 2    | VfL Oldenburg            | 16.455  | 1.265     | 13      |
| 3    | Buxtehuder SV            | 15.570  | 1.197     | 13      |
| 4    | TuS Metzingen            | 15.410  | 1.185     | 13      |
| 5    | Thüringer HC             | 13.912  | 1.070     | 13      |
| 6    | Neckarsulmer Sport-Union | 13.550  | 1.042     | 13      |
| 7    | HSG Blomberg-Lippe       | 13.529  | 1.040     | 13      |
| 8    | HSG Bensheim/Auerbach    | 13.510  | 1.039     | 13      |
| 9    | Frisch Auf Göppingen     | 10.743  | 826       | 13      |
| 10   | TSV Bayer 04 Leverkusen  | 10.460  | 804       | 13      |
| 11   | SV Union Halle-Neustadt  | 9.388   | 722       | 13      |
| 12   | HSG Bad Wildungen Vipers | 8.450   | 650       | 13      |
| 13   | Borussia Dortmund        | 5.554   | 427       | 13      |
| 14   | TV Nellingen             | 5.010   | 385       | 13      |
|      | Totaal                   | 169.005 | 929       | 182     |

## Selecties
3:  Maura Visser ·
4:  Charris Rozemalen ·
5: Antje Lauenroth ·
9:  Ines Ivancok ·
10: Anna Loerper ·
11:  Laura van der Heijden ·
12: Dinah Eckerle ·
13: Luisa Schulze ·
14:  Karolina Kudlacz-Gloc ·
15: Kim Naidzinavicius ·
21:  Fie Woller · 22:  Daniela Gustin · 23:  Valentyna Salamakha · 26:  Angela Malestein · 34: Kim Braun · Coach:  Martin Fruelund Albertsen

Resultaten: Kampioen Bundesliga – Finale DHB-Pokal – Groepfase EHF Champions League – Groepfase EHF Cup
1. Jana Krause ·
4.  Beate Scheffknecht ·
5. Saskia Lang ·
7.  Jovana Sazdovska ·
10. Alexandra Mazzucco ·
12.  Kristy Zimmerman ·
13. Meike Schmelzer ·
15.  Krisztina Triscsuk ·
16. Ann-Cathrin Giegerich ·
18.  Iveta Luzumová ·
20. Emily Bölk ·
21. Ina Großmann ·
25. Gordana Mitrovic ·
26. Nina Schilk ·
27. Anne Hubinger ·
28.  Lýdia Jakubisová ·
31. Kerstin Wohlbold ·
55. Julia Redder ·
57.  Josefine Huber ·
Coach: Herbert Müller

Resultaten: 2e plaats Bundesliga – Winnaar DHB-Pokal – Hoofdronde EHF Champions League
1:  Jesse van de Polder ·
2: Marlene Zapf ·
5:  Delaila Amega ·
8:  Monika Kobylinska ·
9:  Patricia Kovacs ·
13: Shenia Minevskaja ·
14:  Anika Niederwieser ·
15: Madita Kohorst ·
18:  Julia Harsfalvi ·
22: Maren Weigel ·
23: Annabelle Sattler · 26: Isabell Roch · 31:  Kelly Vollebregt · 51:  Marija Obradovic · 55:  Tamara Haggerty · 66: Katharina Beddies · 93: Julia Behnke · 95:  Dorina Korsos · Coach: Andre Fuhr

Resultaten: 3e plaats Bundesliga – 3e plaats DHB-Pokal – Groepsfase EHF Cup
6: Melissa Luschnat ·
7: Lone Fischer ·
8: Mieke Düvel ·
9:  Christina Haurum ·
11: Isabelle Dölle ·
12: Antje Peveling ·
14: Friederike Gubernatis ·
16: Lea Rühter ·
17: Maike Schirmer ·
19: Jessica Oldenburg ·
21: Annika Lott · 22: Isabell Kaiser · 25: Paula Prior · 35: Julia Gronemann · 36: Lisa Prior · 77:  Malene Staal · Coach: Dirk Leun

Resultaten: 4e plaats Bundesliga – 1/4 finale DHB-Pokal – Ronde 2 EHF Cup
3:  Živilė Jurgutytė ·
4: Anne Seidel ·
7: Mia Zschocke ·
8:  Sally Potocki ·
9: Jenny Souza ·
10: Jennifer Kämpf ·
11:  Annefleur Bruggeman ·
13:  Xenia Hodel ·
14: Jenny Karolius ·
16: Vanessa Fehr ·
18: Kim Berndt · 21: Nele Kurzke · 23: Amelie Berger · 34: Joanna Rode · 35: Aimée von Pereira · 43: Jennifer Rode · 77: Elaine Rode · 99: Naina Klein · Coach:  Robert Nijdam

Resultaten: 5e plaats Bundesliga – 1/4 finale DHB-Pokal
2: Kira Schnack ·
3: Laura Rüffieux ·
4: Gisa Klaunig ·
5: Franziska Müller ·
6:  Munia Smits ·
7:  Tess van Buren ·
8:  Tessa van Zijl ·
10: Kathrin Pichlmeier ·
11:  Kamila Kordovska ·
12: Anna Monz ·
13:  Angela Steenbakkers · 15:  Celine Michielsen · 16: Melanie Veith · 19:  Patricia Rodrigues · 21: Nele Franz · 23:  Silje Brøns Petersen · Coach: Steffen Birkner

Resultaten: 6e plaats Bundesliga – 2e ronde DHB-Pokal
1:  Rinka Duijndam ·
4: Alina Grijseels ·
6: Saskia Weisheitel ·
7: Caroline Müller ·
8: Anne Müller ·
9: Leonie Kockel ·
10:  Hildigunnur Einarsdottir ·
16: Clara Woltering ·
18: Johanna Stockschläder ·
21:  Harma van Kreij ·
23: Svenja Huber · 26: Linda Mack · 27:  Asuka Fujita · 30:  Yara ten Holte · 33: Nadja Månsson · 55:  Míra Emberovics · 66: Dana Bleckmann · 77:  Virág Vaszari · Coach: Norman Rentsch

Resultaten: 7e plaats Bundesliga – 1/4 finale DHB-Pokal – Ronde 3 EHF Cup
1:  Branka Zec ·
2: Anja Brugger ·
5: Annika Blanke ·
9:  Johanna Schindler ·
10: Prudence Kinlend ·
11:  Michaela Hrbková ·
13:  Iris Guberinić ·
21:  Petra Adámková ·
32:  Lina Krhlikar ·
33: Anna Bergschneider ·
44:  Ana Petrinja · 83:  Edit Lengyel · Coach:  Aleksandar Knežević

Resultaten: 8e plaats Bundesliga – 1/8 finale DHB-Pokal
3: Anja Hoekstra ·
5: Carolin Schmele ·
6:  Rafika Ettaqi ·
8: Vildana Halilovic ·
10: Caroline Thomas ·
11:  Martha Logdanidou ·
13:  Simone Spur Petersen ·
14:  Sanne Hoekstra ·
16: Jessica Kockler ·
17: Lisa Friedberger ·
20:  Merel Freriks · 21: Josephine Körner · 24: Melanie Breinich · 26:  Sarah van Gulik · 27: Julia Maidhof · 36:  Helen van Beurden · 90:  Bogna Sobiech · Coach: Heike Ahlgrimm

Resultaten: 9e plaats Bundesliga – 1/8 finale DHB-Pokal
1: Julia Renner ·
2: Lisa-Marie Fragge ·
5: Kim Birke ·
6: Lina Genz ·
7:  Isabelle Jongenelen ·
11:  Annamária Ferenczi ·
13: Jane Martens ·
20: Jenny Behrend ·
21: Angie Geschke ·
22:  Kristina Logvin ·
23: Cara Hartstock · 24:  Helena Mikkelsen · 28:  Myrthe Schoenaker · 32: Ann-Kristin Roller · Coach: Andreas Lampe

Resultaten: 10e plaats Bundesliga – 1/8 finale DHB-Pokal
1: Anne Bocka ·
2: Annika Ingenpaß ·
3:  Maxime Struijs ·
4:  Sabine Heusdens ·
5: Annika Busch ·
6:  Anouk Nieuwenweg ·
8:  Anna Frankova ·
10: Maxi Mühlner ·
12:  Manuela Brütsch ·
16:  Mariël Beugels ·
18:  Romy Bachmann-Morf · 23:  Laura Vasilescu · 27: Sina Ritter · 32: Marieke Blase · 33: Anna Maria Spielvogel · 59: Lisa-Marie Preis · Coach:  Tessa Bremmer

Resultaten: 11e plaats Bundesliga – 2e ronde DHB-Pokal
2: Selina Kalmbach ·
3: Lena Hoffmann ·
4: Louisa Wolf ·
5:  Roberta Ivanauskaitė ·
6: Trixi Hanak ·
7:  Ana Pavkovic ·
8: Svenja Kaufmann ·
14: Sina Namat ·
15:  Michelle Goos ·
18: Seline Ineichen ·
20: Nele Reimer · 21:  Irene Espínola Pérez · 28:  Simona Stojkovska · 63:  Valeria Gorelova · :  Ljubica Pavlovic · Coach: Pascal Morgant

Resultaten: 12e plaats Bundesliga – 1/4 finale DHB-Pokal
1:  Isabel Góis ·
2:  Mariana Lopes Ferreira ·
3: Toni Reppe ·
4: Pia Dietz ·
5:  Jekaterina Fanina ·
6:  Emilia Galińska ·
7: Elisa Möschter ·
9: Laura Winkler ·
10: Nadine Smit ·
12:  Anica Gudelj ·
13: Swantje Heimburg · 15:  Katarzyna Janiszewska · 21: Sophie Lütke · 77:  Wiktorija Diwak · 99: Nina Reißberg · Coach:  Tatjana Logwin

Resultaten: 13e plaats (degradatie) Bundesliga – 4e plaats DHB-Pokal
2: Stefanie Schoeneberg ·
2:  Roxana Alina Ioneac ·
9: Isabel Tissekker ·
10: Lena Degenhardt ·
12: Sarah Wachter ·
14:  Catherine Csebits ·
15:  Szimonetta Gera ·
18:  Šárka Marčíková ·
19: Elisa Stuttfeld ·
23: Tanja Padutsch ·
24: Alina Ridder · 25:  Jennifer Issifou · 36: Vivien Jäger · 61: Celina Meißner · Coach: Ralf Rascher

Resultaten: 14e plaats (degradatie) Bundesliga – 1/8 finale DHB-Pokal

## Nederlanders in de Bundesliga
In het seizoen 2018/19 waren 30 Nederlandse speelsters actief in de Bundesliga:
| Rinka Duijndam    | BVB Dortmund Handball    | Merel Freriks                | HSG Bensheim/Auerbach    | Maura Visser         | SG BBM Bietigheim       |
| Yara ten Holte    | BVB Dortmund Handball    | Tess van Buren (t/m 2018/11) | HSG Blomberg-Lippe       | Ellen Janssen¹       | SV Union Halle-Neustadt |
| Harma van Kreij   | BVB Dortmund Handball    | Celine Michielsen            | HSG Blomberg-Lippe       | Kristy Zimmerman     | Thüringer HC            |
| Mariël Beugels    | HSG Bad Wildungen Vipers | Angela Steenbakkers          | HSG Blomberg-Lippe       | Annefleur Bruggeman³ | TSV Bayer 04 Leverkusen |
| Sabine Heusdens   | HSG Bad Wildungen Vipers | Tessa van Zijl               | HSG Blomberg-Lippe       | Delaila Amega        | TuS Metzingen           |
| Anouk Nieuwenweg  | HSG Bad Wildungen Vipers | Michelle Goos                | Neckarsulmer Sport-Union | Tamara Haggerty      | TuS Metzingen           |
| Maxime Struijs    | HSG Bad Wildungen Vipers | Ana Pavkovic                 | Neckarsulmer Sport-Union | Jesse van de Polder  | Tus Metzingen           |
| Helen van Beurden | HSG Bensheim/Auerbach    | Laura van der Heijden        | SG BBM Bietigheim        | Kelly Vollebregt     | Tus Metzingen           |
| Sarah van Gulik   | HSG Bensheim/Auerbach    | Angela Malestein             | SG BBM Bietigheim        | Isabelle Jongenelen  | VfL Oldenburg           |
| Sanne Hoekstra    | HSG Bensheim/Auerbach    | Charris Rozemalen            | SG BBM Bietigheim        | Myrthe Schoenaker    | VfL Oldenburg           |